# چای‌کیشلا (امیرداغ)
چای‌کیشلا (به ترکی استانبولی: Çaykışla) یک منطقهٔ مسکونی در ترکیه است که در امیرداغ واقع شده‌است.